# Tanytarsus pontophilus
Tanytarsus pontophilus är en tvåvingeart som beskrevs av Tokunaga 1933. Tanytarsus pontophilus ingår i släktet Tanytarsus och familjen fjädermyggor. Inga underarter finns listade i Catalogue of Life.